# The Odd Couple (バー)
The Odd Couple（オッド カップル）は、中国・上海の新天地にあるバー。後閑信吾とスティーブ・シュナイダーのバーテンダー二人がコラボレートして生まれた。2020年、Asia's 50 Best Bars で38位にランクインしている。

## 概要
店名はニール・サイモンの戯曲、映画『The Odd Couple』（邦題『おかしな二人』）から。
作品の性格も体格も正反対な主役コンビのように、対照的な外見や出自の二人が、異なるバーテンディングのスタイルやそれぞれのカクテルメニューで楽しませるコラボレーションプロジェクトである。
二人は共に1983年生まれである。彼らの出会いはニューヨークで、後閑はイーストヴィレッジの「Angel’s Share」、シュナイダーはウエストヴィレッジの「Employees Only」で活躍していた。
店舗デザインのコンセプトは、1980年代のレトロフューチャー。ネオンが瞬く空間は、ビッグヘアやケミカルジーンズ、スパンデックスなどのファッション、グラムメタルやシンセサイザーなどの音楽、パックマンなどのサブカルチャーであふれ、ファンクな80's感が満載されている。
運営は後閑率いるSG Groupが担い、そのファミリーには上海の「Speak Low」「Sober Company」、東京・渋谷の「The SG Club」などがある。

## 沿革

### 2010年
後閑とシュナイダーが、「バカルディ・レガシー・カクテルコンペティション ニューヨーク地区大会」で出会う。

### 2012年
「バカルディ・レガシー・カクテルコンペティション 2012 世界大会」にて、後閑がチャンピオンとなる。
同年、ニュージーランドで開催された「Cocktail World Cup」にて、シュナイダーが優勝。

### 2015年3月
Nightclub & Bar Media Groupが、「Bartender of the Year」としてシュナイダーを表彰。

### 2017年7月
後閑が、世界のバー業界のアカデミー賞といわれる「Tales of the Cocktail:The Spirited Awards」にて、2017年度の「International Bartender of the Year」を受賞。

### 2018年11月
店舗オープン。

### 2019年5月
Asia's 50 Best Bars 2019にて、後閑が「ALTOS BARTENDERS' BARTENDER」を受賞。

### 2019年7月
バー業界に最も影響を与える人物100名を選出する「Bar World 100」で、後閑が14人目に挙げられる。

### 2020年5月
「Asia's 50 Best Bars 2020」にて38位を受賞。「The SG Club」「Sober Company」「Speak Low」もランクインし、アワード史上初めて、アジアのTop 50にグループ4店舗が同時入賞した。

### 2023年7月
「Asia's 50 Best Bars 2023」にて87位を受賞。東京「The SG Club」（14位）、沖縄「El Lequio」（80位）も同時ランクインした。